# Phoebe hainanensis
Phoebe hainanensis är en lagerväxtart som beskrevs av Elmer Drew Merrill. Phoebe hainanensis ingår i släktet Phoebe och familjen lagerväxter. Inga underarter finns listade i Catalogue of Life.